# 영정 (당)
영정(永貞, 805년 8월 ~ 806년 1월)은 당나라(唐) 순종(順宗) 이송(李誦)의 연호이다. 5개월 동안 사용하였다. 개원 이후에 순종이 헌종(憲宗)에게 양위하였으며, 헌종이 원화(元和)로 개원할 때까지 영정 연호를 사용하였다.

## 개원
- 정원(貞元) 21년 8월 5일[1](805년 9월 1일)에 연호를 영정(永貞)으로 개원함.[2][3][4][5]

- 영정(永貞) 2년 1월 2일[6](806년 1월 25일)에 연호를 원화(元和)로 개원함.[7][8][9][5]

## 연대 대조표
| 영정       | 원년       | 2년        |
| 서기(西紀) | 805년      | 806년      |
| 간지(干支) | 을유(乙酉) | 병술(丙戌) |

## 동시대 연호

### 한국
발해(渤海)
- 정력(正曆) (794년 ~ 809년)

### 중국
남조(南詔)
- 상원(上元) (784년 ~ 808년)

### 일본
- 엔랴쿠(延曆) (782년 ~ 806년)

## 같이 보기
- 다른 왕조의 같은 연호
  - 대리국(大理國) 영정(永貞, 1147년 ~ 1148년)

- 중국의 연호 목록